# Volcán Aljorra
El volcán Aljorra son los restos de un volcán extinguido situado en el municipio de Cartagena (Región de Murcia, España), en la diputación de La Aljorra, situado al oeste del término municipal.

## Aspecto
Son los restos de un antiguo cono volcánico, que solo queda algo de la pared. Su cráter está desaparecido.

## Vulcanismo
Se trata de un volcán ubicado en un campo volcánico antiguo. Su roca volcánica más dominante es la lamproita; de tipo vulcanismo ultrapotásico. 

## Alrededores
Los pueblos más cercanos de este volcán son La Aljorra y El Palmero